# Lillers
Lillers (in olandese Lillaar) è un comune francese di 10 141 abitanti situato nel dipartimento del Passo di Calais nella regione dell'Alta Francia.

## Società

### Evoluzione demografica
Abitanti censiti